# Онслоу (округ)
Округ Онслоу (англ. Onslow County) располагается в штате Северная Каролина, США. Официально образован в 1734 году. По состоянию на 2010 год, численность населения составляла 177 772 человека.

## География
По данным Бюро переписи США, общая площадь округа равняется 2354,312 км2, из которых 1986,532 км2 суша и 367,780 км2 или 15,600 % это водоёмы.

## Население
По данным переписи населения 2000 года в округе проживает 150 355 жителей в составе 48 122 домашних хозяйств и 36 572 семей. Плотность населения составляет 76,00 человек на км2. На территории округа насчитывается 55 726 жилых строений, при плотности застройки около 28,00-ми строений на км2. Расовый состав населения: белые — 72,06 %, афроамериканцы — 18,48 %, коренные американцы (индейцы) — 0,74 %, азиаты — 1,68 %, гавайцы — 0,19 %, представители других рас — 3,62 %, представители двух или более рас — 3,22 %. Испаноязычные составляли 7,25 % населения независимо от расы.
В составе 42,60 % из общего числа домашних хозяйств проживают дети в возрасте до 18 лет, 61,00 % домашних хозяйств представляют собой супружеские пары проживающие вместе, 11,60 % домашних хозяйств представляют собой одиноких женщин без супруга, 24,00 % домашних хозяйств не имеют отношения к семьям, 18,60 % домашних хозяйств состоят из одного человека, 5,20 % домашних хозяйств состоят из престарелых (65 лет и старше), проживающих в одиночестве. Средний размер домашнего хозяйства составляет 2,72 человека, и средний размер семьи 3,09 человека.
Возрастной состав округа: 26,20 % моложе 18 лет, 23,80 % от 18 до 24, 29,20 % от 25 до 44, 14,40 % от 45 до 64 и 14,40 % от 65 и старше. Средний возраст жителя округа 25 лет. На каждые 100 женщин приходится 123,20 мужчин. На каждые 100 женщин старше 18 лет приходится 131,30 мужчин.
Средний доход на домохозяйство в округе составлял 33 756 USD, на семью — 36 692 USD. Среднестатистический заработок мужчины был 22 061 USD против 20 094 USD для женщины. Доход на душу населения составлял 14 853 USD. Около 10,80 % семей и 12,90 % общего населения находились ниже черты бедности, в том числе — 16,70 % молодежи (тех, кому ещё не исполнилось 18 лет) и 14,70 % тех, кому было уже больше 65 лет.